# Monte Korbu
 El monte Korbu (malayo: Gunung Korbu) es una montaña en Hulu Kinta, Perak, Malasia, a unos 25 km de Ipoh. Es el pico más alto de las Montañas Titiwangsa, la sección más meridional de las Colinas de Tenasserim. 

## Descripción
El monte Korbu es también la segunda montaña más alta de Malasia peninsular, con 2.183 metros (4 metros más baja que el pico más alto, el monte Tahan, que tiene 2.187 metros en el estado de Pahang).  

## Turismo
Se requiere un nivel razonable de aptitud física para escalar el Monte Korbu. Antes un escalador medio tardaba cuatro días y tres noches en hacer el viaje de vuelta, pero en los últimos años se ha acortado la duración y algunos incluso lo han hecho en 12 horas. La mayoría de los escaladores ahora lo hacen sin guía, ya que el sendero se ha vuelto muy obvio (en algunos tramos incluso muy deteriorado debido al exceso de alpinistas), pero, como en el caso de otras montañas locales, hay informes ocasionales de escaladores que se pierden. El monte Gayong (2.173 m), la cuarta montaña más alta de Malasia Peninsular, puede alcanzarse en unos 90 minutos (de ida) de caminata desde el pico del Monte Korbu. 

## Conservación
Entre el 23 y el 26 de mayo de 2013, 65 voluntarios participaron en un proyecto de mantenimiento y limpieza de senderos en el Monte Korbu a través del Sungai Termin Trail. Fue el segundo proyecto de conservación de este tipo de la organización sin fines de lucro Adopte una Montaña (AdAM).
Al norte del Sungai Termin Trail está el Camino de Sungai Seno'oi (o Senoi) que es mucho menos transitado. Sube a la cima a través de una cresta diferente y, a partir de 2018, no sufre de exceso de tráfico. Sin embargo, el tramo inferior está densamente cubierto en varios lugares. 

## Lugares cercanos
A 8 km del Monte Korbu, en la frontera entre Perak y Kelantan se encuentra el monte Yong Belar, la tercera montaña más alta de Malasia Peninsular, con una altura de 2.181 metros sobre el nivel del mar. 